# Krunoslav Cigoj
Krunoslav Cigoj (Zagreb, 30. ožujka 1949. – Zagreb, 27. kolovoza 2015.) bio je hrvatski pjevač (tenor), operni i operetni redatelj te diplomat.

## Životopis
Pjevanje je učio kod Miroslava Lunzera u Zagrebu i na Konzervatoriju u Beču. Na opernoj pozornici debitirao je 1967. u Splitu ulogom Ernesta u operi Don Pasquale Gaetana Donizettija. Dvije godine poslije započeo je i uspješnu međunarodnu karijeru nastupivši u bečkoj Narodnoj operi (njem. Volksoper Wien) kao Nemorino u još jednoj poznatoj Donizettijevoj komičnoj operi – Ljubavnom napitku. Od 1973. bio je stalni gost Opere zagrebačkoga Hrvatskoga narodnoga kazališta, a jednako je uspješno nastupao i u drugim opernim kućama te pjevao na koncertima. Isticao se i kao interpret Lieda i šansone, a osobito se proslavio vrhunskim izvedbama poznatih lirskih tenorskih uloga: kao pjevač naglašene muzikalnosti s velikim smislom za interpretaciju i karakterizaciju likova, bio je izvrsni Hoffmann u Offenbachovim Hoffmannovim pričama, Alfredo u Verdijevoj Tavijati, Almaviva u Rossinijevu Seviljskom brijaču te Rodolfo i Pinkerton u Puccinijevim operama La bohème i Madama Butterfly.
Kod najšire je publike veliku popularnost stekao snimkama i izvedbama popularnih talijanskih kancona, a često je nastupao i na Festivalu kajkavskih popevki u Krapini.
Bio je počasni član Hrvatskoga društva glazbenih umjetnika, a po završetku pjevačke karijere posvetio se režiranju opernih predstava i kulturnoj diplomaciji. Radio je i kao profesionalni diplomat: bio je savjetnik za kulturu i obrazovanje u veleposlanstvu Republike Hrvatske u Sarajevu.

## Diskografija (izbor)
- 1971. – Kruno Cigoj – Der Welt jüngster Opern-Tenor, Metronome ‎KMLP 304
- 1977. – Najljepše melodije svijeta, Jugoton LSVG-8
- 1989. – Krunoslav Cigoj – Moja Croatia u pjesmi, Jugoton ‎– UCAY 710

## Ostalo
- "Gospar iz grada" kao Krunoslav Cigoj (arhivska snimka) (2019.)

## Nagrade i priznanja
- 1985. – nagrada Milka Trnina[7]
- 2006. – nagrada za humanost[2]

## Vanjske poveznice
- LZMK / Hrvatska enciklopedija: Cigoj Krunoslav
- LZMK / Proleksis enciklopedija: Cigoj, Krunoslav
- Jutarnji.hr – Inoslav Bešker: »Utihnuo je kristalni glas velikog Krunoslava Cigoja«  Arhivirana inačica izvorne stranice od 13. listopada 2015. (Wayback Machine)
- Telegram.hr – Preminuo je Krunoslav Cigoj, veliki i omiljeni hrvatski operni tenor
- Discogs.com – Krunoslav Cigoj